# Rusałka (Stettin)
Rusałka, bis 1945 bekannt als Westendsee, ist der Dammsee in Stettin, in Polen. Der See liegt im nördlichen Teil des Jan-Kasprowicz-Parks (Park im. Jana Kasprowicza). Sein einziger Zu- und Abfluss ist die Osówka (deutsch früher Mühlenbach). Seine Fläche beträgt 0,03 km², er ist 0,67 km lang und 0,07 km breit.